# 张家峁水库
张家峁水库是中国陕西省榆林市靖边县境内的一座水库，位于芦河上，建于1975年。水库正常库容为400万立方米，集雨面积为50平方千米，海拔为1354.2米。